# Rosa Orellana
Pour les articles homonymes, voir Orellana.
Rosa C. Orellana est une mathématicienne américaine spécialisée dans la combinatoire algébrique et la théorie des représentations. Elle est professeure de mathématiques au Dartmouth College,  .

## Enfance et éducation
L'enthousiasme d'Orellana pour les mathématiques a été reconnu très tôt par l'un de ses professeurs d'école primaire. Elle est diplômée de l'université d'État de Californie à Los Angeles, et a été la première de sa famille à obtenir un diplôme universitaire. Son éducation de premier cycle comprend également des recherches d'été avec Kenneth Millett (en) à l'université de Californie à Santa Barbara sur la théorie des nœuds et ses applications aux biomolécules .  
Elle a terminé son doctorat en 1999 à l'université de Californie à San Diego. Initialement dans l'intention de poursuivre son étude de la théorie des nœuds, elle est passée à la combinatoire algébrique après que le théoricien des nœuds avec lequel elle avait l'intention de travailler est parti en congé. Sa thèse, intitulée The Hecke Algebra of Type B at Roots of Unity, Markov Traces and Subfactors, a été supervisée par Hans Wenzl. 

## Carrière
Après avoir terminé son doctorat, Orellana est devenue chercheuse postdoctorale à l'Université de Californie à San Diego, soutenue par une bourse de recherche postdoctorale du président de l'université de Californie,  avant de rejoindre Dartmouth en tant que Fellow de la Wilson Foundation en 2000,.   
À Dartmouth, elle a remporté le John M. Manley Huntington Memorial Award pour la recherche exceptionnelle d'un membre du corps professoral nouvellement titulaire, a aidé à fonder le chapitre de Dartmouth de l'Association for Women in Mathematics , et a fondé une série de Math days Sofia Kovalevskaïa pour encourager les écolières locales à poursuivre leurs études en mathématiques.  